# Anolis arenal
Anolis arenal — вид ігуаноподібних ящірок родини анолісових (Dactyloidae). Ендемік Коста-Рики. Описаний у 2019 році.

## Поширення і екологія
Anolis arenal відомі за кількома зразками, зібраними у Національному парку вулкана Ареналь в провінції Алахуела на півночі Коста-Рики. Вони живуть в широколистяних тропічних лісах.